# 유락여자중학교
유락여자중학교(有樂女子中學校)는 대한민국 부산광역시 동래구 온천동에 있는 공립 중학교이다.

## 학교 연혁
- 1974년 12월 21일 : 유락여자중학교 설립 인가
- 1975년 3월 5일 : 제1회 입학식 거행 (10학급 628명)
- 1981년 6월 25일 : 동래구 낙민동에서 현 위치로 이전
- 2001년 11월 27일 : 기초학력 책임지도 자율시범학교 운영 발표
- 2002년 11월 15일 : 부산시 교육청지정 ICT활용 연구학교 발표(과학, 수학, 미술)
- 2003년 10월 29일 : 부산시 교육청지정 영어교육 연구학교 발표
- 2010년 8월 17일 : 과학실 현대화
- 2011년 3월 1일 : 교육복지우선지원사업 대상 학교 선정
- 2019년 3월 4일 : 2019학년 수학나눔학교 운영
- 2019년 8월 18일 : 도서관 독서환경개선 사업(도서관 리모델링)
- 2023년 3월 1일 : 제20대 김용익 교장 취임
- 2025년 2월 7일 : 제48회 졸업식(9학급 252명, 누계 24,253명)
- 2025년 3월 4일 : 제51회 입학식(10학급 318명)

## 참고 자료
- 유락여자중학교 - 한국교육학술정보원 학교알리미